# ترافيس يانكوفسكي
ترافيس يانكوفسكي (بالإنجليزية: Travis Jankowski)‏ هو لاعب كرة قاعدة أمريكي، ولد في 15 يونيو 1991 في لانكستر في الولايات المتحدة.

## وصلات خارجية
- ترافيس يانكوفسكي على موقع دوري كرة القاعدة الرئيسي (الإنجليزية)
- ترافيس يانكوفسكي على موقعبيزبول رفرنس.كوم (الدوري الرئيسي) (الإنجليزية)
- ترافيس يانكوفسكي على موقعبيزبول رفرنس.كوم (الدوري الثانوي) (الإنجليزية)
- ترافيس يانكوفسكي على موقع إي إس بي إن.كوم (أم.أل.بي) (الإنجليزية)
- ترافيس يانكوفسكي على موقع مشجعي الرسوم البيانية (الإنجليزية)